# Událost (film)
Událost (ve francouzském originále L'événement) je francouzský hraný film, který byl premiérově uveden v září 2021 na 78. ročníku mezinárodního filmového festivalu v Benátkách a získal hlavní cenu Zlatého lva. Režisérka Audrey Diwanová převedla do filmové podoby autobiografickou knihu Annie Ernauxové.

Děj filmu se odehrává v 60. letech 20. století ve Francii. Hlavní hrdinkou je mladá žena, která chce jít na potrat, což tehdy bylo v zemi nezákonné.